# Armand Louis de Béthune
 (décembre 2024).
- Si vous ne connaissez pas le sujet, laissez ce bandeau (vous pouvez alors contacter les auteurs).
- Si vous supprimez le contenu mis en cause (vous pouvez préalablement contacter les auteurs),

argumentez précisément cette suppression dans la page de discussion
(un manque de référence n'est pas un argument ; une recherche réelle de référence doit avoir été effectuée, être formellement documentée).
Armand Louis Ier de Béthune (1711-1788), marquis de Béthune et de Chabris, fils de Louis de Béthune (1663-1734) et Marie Thérèse Paulette de la Combe, né le 20 juillet 1711.

## Biographie
Issu de la Maison de Béthune, il est le fils de Louis de Béthune, comte de Béthune, lieutenant-général des armées navales, commandeur de l'ordre royal et militaire de Saint-Louis, et de son épouse, Marie Thérèse Paulette de La Combe. Sa sœur, Marie Armande de Béthune (1709-1772), épouse Jean Pâris de Monmartel, marquis de Brunoy, le benjamin des frères Pâris.
Il entre aux Mousquetaires en 1729 puis est nommé le 23 juillet 1731 capitaine d'une compagnie au Régiment Royal Piémont, il fait les campagnes de 1733 et 1734 dans le Milanais, il se trouve à la bataille de Guastalla.
Le 16 janvier 1739 il obtient la charge de guidon aux Gendarmes du Dauphin, il fait la campagne de 1741 en Bavière et en Bohème.
En avril 1743 il est guidon des Gendarmes Écossais avec rang de mestre de camp. Il est fait chevalier de  Saint-Louis et devient gentilhomme de la chambre du duc d'Orléans.
En 1745 il est avec l'armée royale en Flandre, il est aux batailles de Rocourt en 1746 et de Lauffeld en 1747.
Par brevet du 1er janvier 1748 il est fait brigadier de cavalerie et par autre du 9 avril 1748 il obtient la charge de Commissaire Général de cavalerie puis un mois plus-tard le 4 mai 1748 celle de Mestre de Camp Général de la cavalerie.
Fait chevalier des Ordres du Roi le 1er janvier 1757.
Au cours de la guerre de sept ans il participe en 1757 à la conquête du Hanovre, à la bataille d'Hastembeck, le 23 juin 1765 il est à la bataille de Crefeld. Le 16 avril 1759, il est promu Colonel Général de la cavalerie légère,,, il est fait lieutenant général des armées du Roi le 17 décembre de la même année.
En 1760 il est à l'armée d'Allemagne, en 1761 avec celle  du Haut-Rhin.
En 1779, il était colonel général de la cavalerie légère
Il meurt en juillet 1788.

### Distinctions
- chevalier de l'ordre royal et militaire de Saint-Louis ;
- chevalier des ordres du Roi (1757)

## Mariages et descendance
Il se marie deux fois :
1. le 7 mars 1746 avec Marie Edmée de Boullongne (1725 - château de Brunoy, 3 juillet 1753), fille de Jean de Boullongne, comte de Nogent, contrôleur général des finances, et de Charlotte Catherine de Beaufort. Elle était la petite-fille de Louis de Boullogne et de Claude Pierre de Beaufort. Dont deux filles ;
2. à Versailles le 19 avril 1755 avec Louise Thérèse Crozat de Thiers (1735 - vivante en 1780[6]), fille de Louis Antoine Crozat, baron de Thiers, marquis de Thugny, brigadier des armées du Roi, lieutenant-général pour le Roi de la province de Champagne, et de Louise Augustine de Montmorency Laval. Elle fut l'héritière de l'hôtel Crozat, à Paris, 17 place Vendôme. Dont quatre enfants.

Du premier mariage :
- Catherine Pauline de Béthune (2 juin 1752 - 2 juin 1795), mariée en 1770 avec Louis Jean Baptiste Antonin Colbert, marquis de Seignelay, maréchal de camp, dont postérité ;
- Armande Jeanne Claude de Béthune (29 juin 1753), mariée en 1772 avec Félicité Jean Louis de Durfort ;(1752-1801), dont postérité ;

Du second mariage :
- Armand Louis de Béthune (20 janvier 1756 - 1833), marié avec Louise Scheir
- Armand Louis Jean de Béthune (30 avril 1757 † jeune) ;
- Armande Pauline Charlotte de Béthune (18 octobre 1759), mariée par contrat passé le 14 mars 1779 devant Denis, notaire à Paris, avec Sylvain Nicolas Henry Raoul de Gaucourt, marquis de Gaucourt, officier au régiment du Roi infanterie, dont une fille sans descendance ;
- Armande Louise Adélaïde de Béthune (12 novembre 1761), mariée par contrat passé le 17 mai 1780 devant Denis, notaire à Paris, avec André de Castellane, marquis de Majastre. Dont postérité[7].